# Mô hình GREAT
Mô hình GREAT là một mô hình dùng trong phân tích quản trị chiến lược, chiến lược cạnh tranh. Các từ trong câu có nghĩa sau:
G: Gain - các lợi ích thu được
R: Risk - Rủi ro
E: Expense - Chi phí
A: Achievability - Khả thi
T: Time - Thời gian cho phép để thực hiện các mục tiêu đặt ra